# Borderline (película de 1930)
Borderline es una película de 1930, escrita y dirigida por Kenneth Macpherson y producida por Pool Group en Territet, Suiza. La película muda, con títulos intercalados en inglés, se destaca principalmente por su tratamiento de la polémica cuestión de las relaciones interraciales, utilizando técnicas cinematográficas experimentales de vanguardia.
La película, que presenta a Paul Robeson, Eslanda Robeson, Bryher y H.D.,  originalmente se creía perdida, pero fue descubierta, por casualidad, en Suiza en 1983. Una copia original de 16 mm de esta película se encuentra ahora en el Donnell Media Center de la Biblioteca Pública de Nueva York. En 2006, el British Film Institute patrocinó la restauración de la película por parte de George Eastman House y el eventual lanzamiento en DVD con una banda sonora, compuesta por Courtney Pine. Su estreno en la galería Tate Modern de Londres atrajo a 2.000 personas. En 2010, la película se estrenó con una banda sonora compuesta por Mallory Johns e interpretada por la Orquesta de Música Creativa de la Universidad Estatal del Sur de Connecticut.

## Reparto
- Paul Robeson como Pete Marond (un afroamericano)
- Eslanda Robeson como Adah (esposa de Pete)
- Gavin Arthur como Thorne
- Helga Doorn (H.D.) como Astrid (esposa de Thorn)
- Bryher como la directora
- Charlotte Arthur como la camarera
- Robert Herring como el pianista
- Blanche Lewin como La anciana

## Trama
La película gira en torno a un triángulo amoroso interracial y sus efectos en la gente local. La historia sucede en una casa de huéspedes ocupada por un grupo de jóvenes liberales y hedonistas que simpatizan con la emergente cultura negra estadounidense. En lo que entonces habría sido completamente mal visto, la directora alquiló una habitación a una pareja negra, Pete Marond y su esposa Adah.
Adah tiene una aventura con Thorne, un hombre blanco, para consternación de la gente del pueblo prejuiciosa y de la esposa de Thorne, Astrid. Pete intenta reconciliarse con Adah, pero ella finalmente decide dejarlo a él y a la ciudad. Astrid se enfrenta a Thorne por el asunto y lo ataca con un cuchillo. En la pelea, Astrid muere. La película concluye con las secuelas del juicio de Thorne por asesinato y la resolución del problema por parte de la gente del pueblo.

## Técnicas cinematográficas
Macpherson estuvo particularmente influenciado por las técnicas cinematográficas de GW Pabst y Serguéi Eisenstein, a quienes conoció en 1929. En Borderline, utiliza técnicas cinematográficas experimentales y de vanguardia, combinando la innovación del montaje de Eisenstein y el enfoque psicoanalítico de Pabst, para identificar los estados emocionales y psicológicos de los personajes de la película. Estas técnicas requirieron una edición de posproducción poco convencional, el uso de luces y sombras y movimientos exagerados por parte de los actores. "La brillantez de Macpherson radica en su capacidad para fotografiar pequeños movimientos como gestos matizados que producen significado". 
"Haciendo caso de la escuela de pensamiento del montaje soviético, Macpherson incita a la acción y la reacción a través de una valiente demostración de edición que distorsiona intencionadamente la comprensión por parte del espectador de su retórica visual. La película desconcierta con sus expeditos ritmos de montaje y su encuadre por escisión (la reducción de este último de Desde figuras humanas hasta partes del cuerpo disecadas, lo que acentúa poderosamente el desapego físico de los personajes de sus deseos internos. Juntos, estos principios básicos invocan un abrumador tsunami de cinetismo que borra la comprensión del público sobre el spacial [sic] de la película, y dimensiones temporales hasta que lo único que nos queda a lo que aferrarnos es un visceralismo crudo e inmediato; la purificación definitiva de la experiencia cinematográfica." 

## Conclusión
"Juzgado por sus propios méritos, Borderline es una obra innovadora, que aborda cuestiones de raza y sexualidad en una época en la que estos temas todavía eran en gran medida tabú y anteriormente sólo se habían abordado cinematográficamente mediante inferencias indirectas".  Pasaron décadas antes de que la comunidad cinematográfica abordara el tema planteado en Borderline. En el momento de su estreno, Borderline era una película que confundió y desconcertó a los críticos, lo que llevó a Clive MacManus del London Evening Standard a aconsejar a Macpherson "que pasara un año en un estudio comercial" antes de volver a intentar algo tan difícil. Profundamente molesto por su recepción hostil, Macpherson archivó su película y se retiró de la dirección cinematográfica. El trabajo de Macpherson influyó en cineastas como Nathaniel Dorsky y Robert Beavers.

## Detalles de la película y legado
Durante muchos años, Borderline fue en gran medida inaccesible para los estudiosos del cine, con copias raras en unos pocos archivos de todo el mundo. Rara vez se proyectó en público. Muchos historiadores del cine de vanguardia y cine experimental sienten que representa uno de los últimos ejemplos del modernismo de la década de 1920, cuando muchos artistas esperaban que la experimentación artística y la viabilidad comercial no tuvieran por qué ser mutuamente excluyentes.
Se escribió un libreto anónimo, 'The Borderline Pamphlet', acreditado a HD, para acompañar (y explicar) la película. 